# Zweiter Schlesischer Krieg
Europäischer Kriegsschauplatz:

Mollwitz* – Chotusitz* – Simbach – Dettingen – Toulon – Pfaffenhofen – Tournai – Fontenoy – Hohenfriedberg** – Soor** – Hennersdorf** – Kesselsdorf** – Brüssel – Piacenza – Namur – Roucourt – Kap Finisterre 1 – Lauffeldt – Assietta –  Bergen op Zoom – Kap Finisterre 2 – Maastricht
(*) Erster Schlesischer Krieg – (**) Zweiter Schlesischer Krieg
Indischer Kriegsschauplatz:

Erster Karnatischer Krieg
Amerikanischer Kriegsschauplatz:

War of Jenkins’ Ear – King George’s War
Der Zweite Schlesische Krieg (1744–1745) war sowohl Teil des Österreichischen Erbfolgekrieges als auch des Konflikts um die Vorherrschaft in Schlesien zwischen Preußen und Österreich. Während König Friedrich II. von Preußen mit Frankreich verbündet war, bildete Österreich unter Maria Theresia eine Allianz mit Sachsen, Großbritannien und den Niederlanden.

## Vorgeschichte
Am 28. Juli 1742 vermittelte Großbritannien den Frieden von Berlin, der den Ersten Schlesischen Krieg zwischen Österreich und Preußen beendete und in 16 Artikeln letzterem den Besitz des größten Teils von Schlesien bestätigte, während Österreich nur wenige Städte wie etwa Jägerndorf und Troppau behielt.
Maria Theresia nutzte den Friedensschluss, um sich der schwersten Bedrohung ihres Thronanspruchs durch den bayerischen Kurfürsten Karl Albrecht zu erwehren. Dieser war nach dem Aussterben der männlichen Linie des Hauses Habsburg bereits im Januar des Jahres zum Kaiser des Heiligen Römischen Reiches gewählt worden, was Maria Theresias Plan vereitelte, ihrem Gatten Franz Stephan von Lothringen den Thron zu sichern und so den Einfluss der Habsburger im Reich zu wahren. Maria Theresia ließ daher Truppen in Bayern einmarschieren und stellte es am 27. Juni 1742 unter österreichische Verwaltung. Am 23. September 1743 erweiterte sie ihr Bündnissystem um Großbritannien und Sardinien-Piemont.
Durch diese neue außenpolitische Konstellation fühlte sich Friedrich II. zunehmend bedroht: Nachdem der Kaiser mit Bayern auch seine territoriale Machtbasis im Reich verloren hatte, stand zu befürchten, dass Maria Theresia ihren gestiegenen Einfluss nutzen würde, um Schlesien von Preußen zurückzufordern. Friedrich II. bemühte sich daraufhin um Bündnispartner und fand letztlich am 5. Juni 1744 Anschluss an die durch den Nymphenburger Vertrag von 1741 verbündeten Staaten Bayern, Frankreich und Spanien, denen sich in der Zwischenzeit auch Sachsen, Schweden, das bourbonische Königreich Neapel, die Kurpfalz und Kurköln angeschlossen hatten. Russland konnte er entgegen seinen Planungen allerdings, trotz Abschluss eines Verteidigungsbündnisses 1743, nicht dauerhaft für seine Ziele gewinnen, was sich in den kommenden Jahren als verhängnisvoll für Preußen erweisen sollte.
Nachdem sich Friedrich derart abgesichert hatte, eröffnete er mit einer Kriegserklärung an Österreich am 10. August 1744 den Zweiten Schlesischen Krieg. Er ließ seine Armee am 12. August als „kaiserliche Hilfstruppen“ durch Sachsen in Böhmen einrücken.

## Verlauf und weitere Folgen

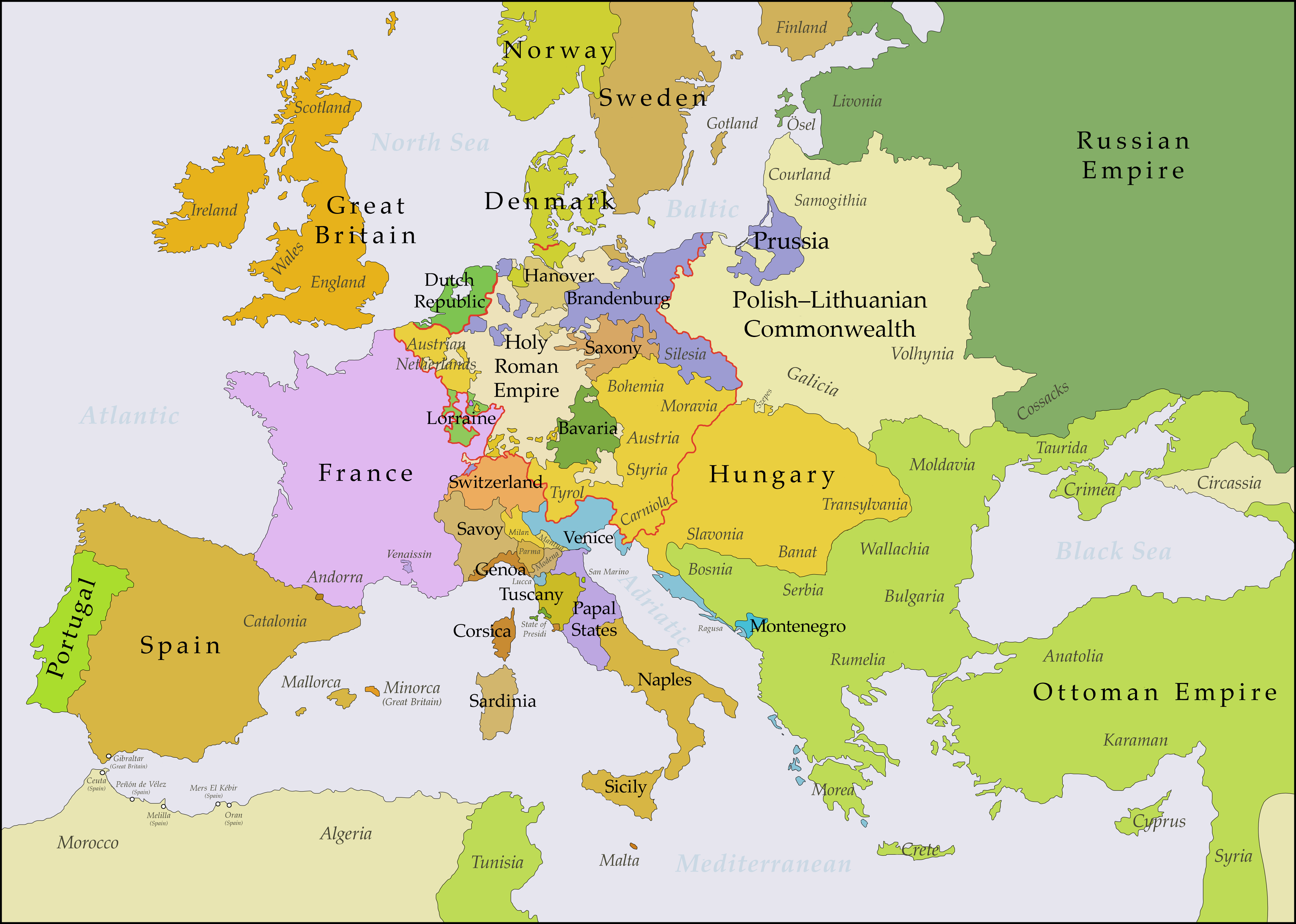
Karte Europas nach dem Zweiten Schlesischen Krieg, 1748

Die Offensive in Böhmen erfolgte mit 80.000 preußischen Soldaten. Nach einer Belagerungszeit von zwei Wochen musste Prag am 16. September kapitulieren. Die Österreicher zogen sich daraufhin weit in das Land zurück, wodurch der Nachschubweg für die nachrückenden Preußen immer länger wurde. Österreich nutzte diese Situation aus, stellte sich keiner Schlacht, sondern schwächte die Preußen mit geschickten Angriffen und störte den Nachschub. Diese Hinhaltetaktik Feldmarschall Trauns, die mangelnde Versorgung des preußischen Heeres und die enorm zunehmende Zahl an Deserteuren zwangen Preußen letztlich zum Rückzug nach Schlesien. Am 8. Januar des darauffolgenden Jahres wurde die Situation für Friedrich II. immer bedrohlicher, als sich Großbritannien, die Niederlande, Österreich und Sachsen in Warschau zu einer Quadrupelallianz zusammenschlossen.
Im Juni 1745 marschierten österreichische Verbände in Schlesien ein. Daraufhin kam es am 4. Juni zur Schlacht bei Hohenfriedberg, in der preußische Verbände das gegnerische Heer bezwingen konnten. Weitere Offensivbemühungen der Österreicher wurden daraufhin im Keim erstickt. Die Preußen errangen am 30. September einen weiteren wichtigen Sieg in der Schlacht bei Soor, und sämtliche Vorstöße des Gegners in Richtung Berlin konnten ebenfalls abgewehrt werden. Im Dezember marschierte schließlich Fürst Leopold von Anhalt-Dessau in Sachsen ein, das auf der Seite Österreichs kämpfte. In der Schlacht bei Kesselsdorf (15. Dezember) wurden die Streitkräfte der Allianz vernichtend geschlagen.
Am 25. Dezember kam es zum Friedensschluss in Dresden. Darin wurde vereinbart, dass Schlesien für immer im preußischen Besitz bleiben solle. Friedrich II. erkannte den Gatten von Maria Theresia, Franz I. Stephan, als Kaiser des Heiligen Römischen Reichs an.